# The Band (album)
Pour les articles homonymes, voir The Band.
Albums de The Band
Music from Big Pink
(1968) Stage Fright
(1970)
The Band est un album du groupe de rock canadien The Band sorti le 22 septembre 1969.
Le magazine Rolling Stone le place en 45e position de son classement des 500 plus grands albums de tous les temps. Il est également cité dans l'ouvrage de référence de Robert Dimery Les 1001 albums qu'il faut avoir écoutés dans sa vie et dans un grand nombre d'autres listes.
En 1999, il reçoit le Grammy Hall of Fame Award.
En 2009, il est inscrit au registre national des enregistrements (National Recording Registry) de la bibliothèque du Congrès à Washington.

## Liste des pistes
| 1.    | Across the Great Divide (en)        | 2:53 |
| 2.    | Rag Mama Rag (en)                   | 3:04 |
| 3.    | The Night They Drove Old Dixie Down | 3:33 |
| 4.    | When You Awake (en)                 | 3:13 |
| 5.    | Up on Cripple Creek (en)            | 4:34 |
| 6.    | Whispering Pines (en)               | 3:58 |
| 7.    | Jemima Surrender (en)               | 3:31 |
| 8.    | Rockin' Chair                       | 3:43 |
| 9.    | Look Out Cleveland (en)             | 3:09 |
| 10.   | Jawbone                             | 4:20 |
| 11.   | The Unfaithful Servant (en)         | 4:17 |
| 12.   | King Harvest (Has Surely Come) (en) | 3:39 |
| 43:50 |                                     |      |